# Ugo al II-lea de Blois
Hugo al II-lea de Châtillon (d. 1307) a fost conte de Saint-Pol între anii 1289–1292 și conte de Blois din 1292 până la moarte.
Hugo era fiul lui Guy al II-lea de Châtillon, conte de Saint-Pol, cu Matilda de Brabant. Pe linie maternă, el era nepotul ducelui Henric al II-lea de Brabant cu Maria de Hohenstaufen.
El s-a căsătorit în jurul anului 1287 cu Beatrice de Dampierre, fiică a contelui Guy de Flandra cu Isabelle de Luxembourg, cu care a avut doi copii:
- Guy (d. 1342), succesorul său
- Ioan (d. 1329), senior de Château-Renault